# Scaphiella palmillas
Espèce
Scaphiella palmillas est une espèce d'araignées aranéomorphes de la famille des Oonopidae.

## Distribution
Cette espèce est endémique du Mexique. Elle se rencontre au Chiapas, au Tabasco et au Yucatán.

## Description
Le mâle holotype mesure 1,60 mm et la femelle 1,45 mm.

## Étymologie
Cette espèce est nommée en référence au lieu de sa découverte, les monts Palmillas.

## Publication originale
- Platnick & Dupérré, 2010 : The goblin spider genus Scaphiella (Araneae, Oonopidae). Bulletin of the American Museum of Natural History, no 332, p. 1-156 (texte intégral).